# Rapanea vescoi
Rapanea vescoi là một loài thực vật có hoa trong họ Anh thảo. Loài này được (Drake) Mez miêu tả khoa học đầu tiên năm 1902.